# Supoj Wonghoi
Supoj Wonghoi (tiếng Thái: สุพจน์ วงษ์หอย) là một cầu thủ bóng đá từ Thái Lan. Hiện tại anh thi đấu cho Thai Honda ở Thai League 2.